# Хабиров, Камиль Шаймуллинович
Камиль Шаймуллинович Хабиров — советский хозяйственный и государственный деятель, лауреат Государственной премии СССР за выдающиеся достижения в труде.

## Биография
Родился в 1933 году в селе Староамирово. Член КПСС.
В 1952—1957 годах — машинист бульдозера, в 1957—1966 годах — машинист крана-трубоукладчика СУ-4, в 1966—1995 годах — машинист крана-трубоукладчика СУ-5 треста Востокнефтепроводстрой / ОАО «Востокнефтепроводстрой».
Участник строительства магистральных трубопроводов Ишимбай—Белорецк—Магнитогорск, Уренгой—Помары—Ужгород, Усть‑Балык—Курган—Уфа—Альметьевск, Туймазы—Омск.
За большой личный вклад в наращивание темпов добычи нефти и газа был в составе коллектива удостоен Государственной премии СССР за выдающиеся достижения в труде 1985 года.
Жил в Башкортостане.

## Награды
- Орден Ленина (1964)
- Орден Октябрьской Революции (1976)